# Greenwood (Kings)
Greenwood (pierwotnie Greenwood Square) – wieś (village) w kanadyjskiej prowincji Nowa Szkocja, w hrabstwie Kings, na południe od Kingston.
Miejscowość pierwotnie nosiła miano Greenwood Square ze względu na dużą lesistość, potem skrócone do współczesnej nazwy, od 1942 siedziba Canadian Forces Base Greenwood (wojskowej operacyjnej bazy treningowej kanadyjskiego lotnictwa).